# Atlas van Farnese

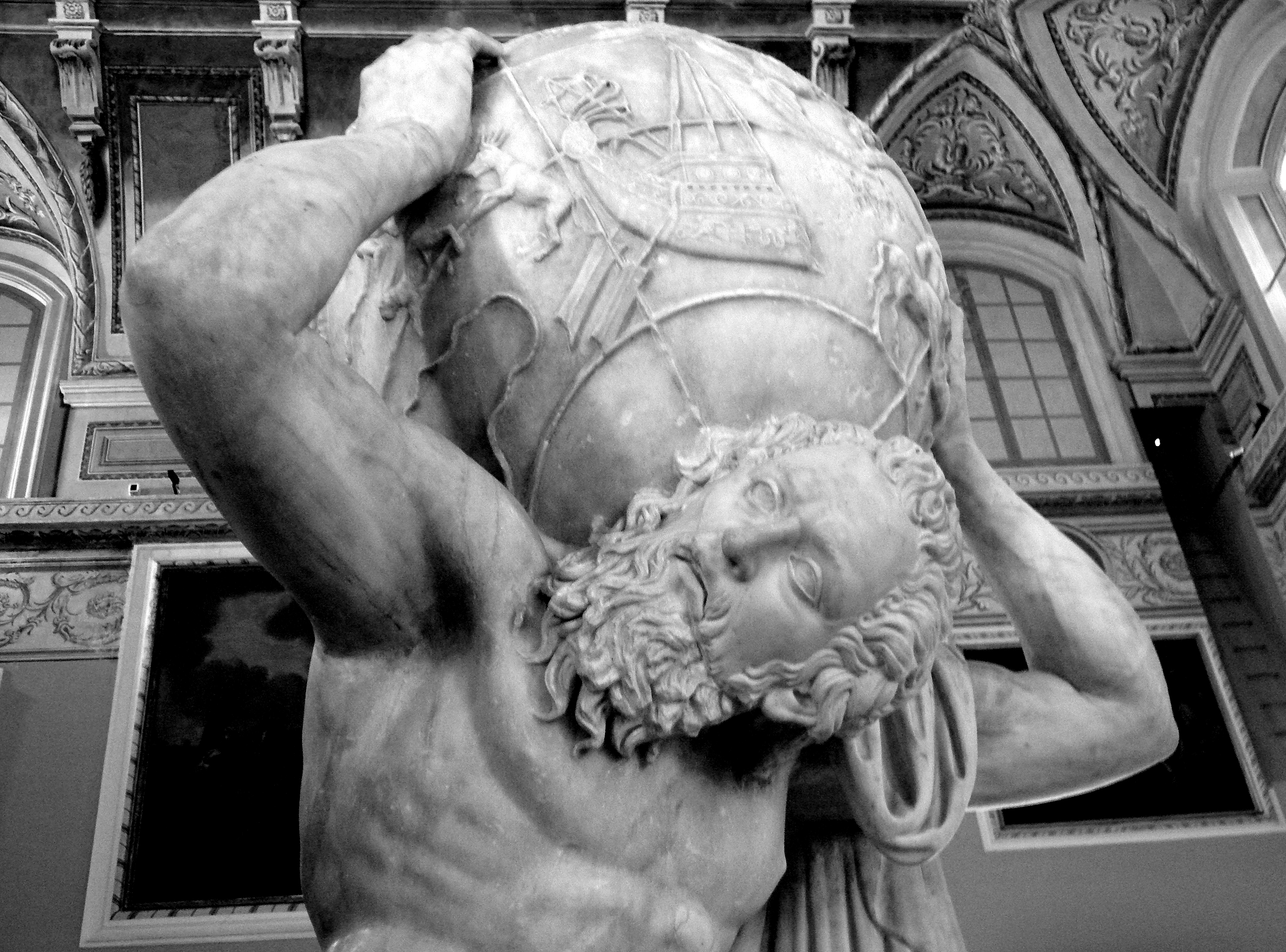

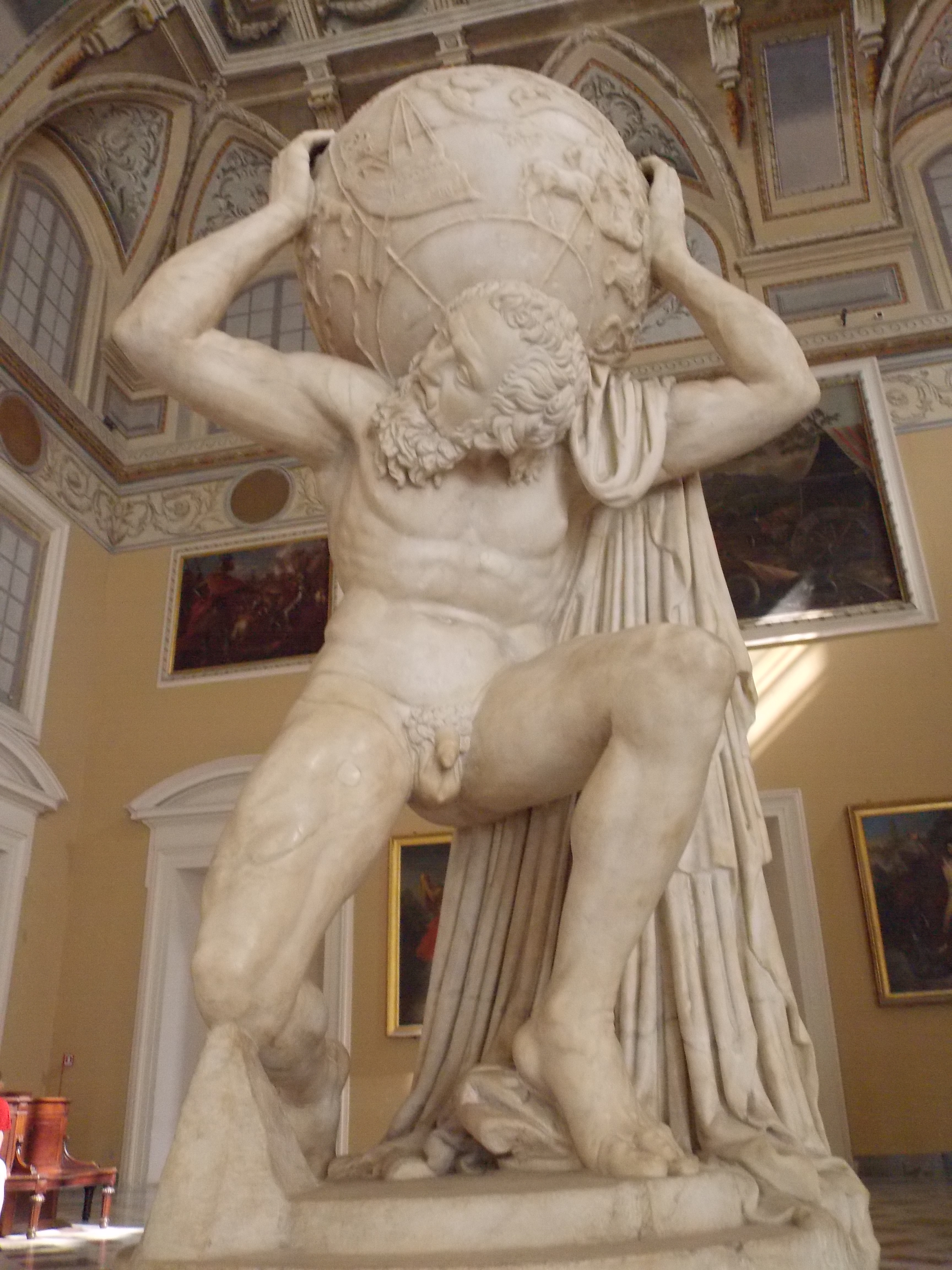

De Atlas van Farnese (Italiaans: Atlante Farnese) is een Romeins marmeren beeld van Atlas, knielend onder het gewicht van de hemelbol. Het wordt beschouwd als een kopie uit ca. 150 n.Chr. van een ruim anderhalve eeuw ouder hellenistisch origineel.

## Beschrijving
Het is het oudst bewaarde standbeeld van de Titaan uit de Griekse mythologie en de oudst bekende voorstelling van het hemelgewelf en de sterrenbeelden zoals de ouden zich die voorstelden. De sculptuur bevindt zich in het Nationaal Archaeologisch Museum van Napels. Het geheel is 191 cm hoog en de bol is 65 cm breed. De door Zeus gestrafte Atlas zwoegt onder het gewicht van het hemelgewelf. De bol toont de nachtelijke hemel zoals gezien van buiten de buitenste sfeer, met bas-reliëfs die 41 constellaties weergeven (ontbrekende sterrenbeelden zijn verborgen door het lichaam van de Titaan). Hoewel daterend uit de Romeinse periode, wordt ervan uitgegaan dat de weergave van de constellaties overgenomen is van Griekse geleerden. Er wordt stevig gedebatteerd over de vraag wiens stercatalogus gebruikt is als basis voor de sculptuur, met onder de kandidaten Aratos, Eratosthenes, Hipparchos en Ptolemaeos. Daarbij is het hoogst onzeker of dit überhaupt nog te achterhalen valt.

## Geschiedenis
De naam gaat terug op kardinaal Alexander Farnese, die de Atlas verwierf in de 16e eeuw en liet opstellen in de Villa Farnese. Hij was waarschijnlijk afkomstig uit de bibliotheek op het Forum van Trajanus. Het bronzen origineel stond wellicht in het beroemdste wetenschappelijke instituut van die tijd, het Mouseion van Alexandrië. Verschillende replica's zijn gedocumenteerd.
Het hoofd, de armen en de benen van de Atlas zijn het resultaat van een restauratie door Carlo Albacini eind 18e eeuw.

## Voetnoten
1. ↑  Dennis Duke, Analysis of the Farnese Globe, in: Journal for the History of Astronomy, 2006, p. 87-100. Gearchiveerd op 1 maart 2017.